# Xylocopa concolorata
Xylocopa concolorata är en biart som beskrevs av Maa 1938. Xylocopa concolorata ingår i släktet snickarbin, och familjen långtungebin. Inga underarter finns listade i Catalogue of Life.